# Dallas City (Illinois)
Dallas City je grad u američkoj saveznoj državi Ilinois. Prema popisu stanovništva iz 2010. u njemu je živjelo 945 stanovnika.